# Rio Grămeşti
O Rio Grămeşti é um rio da Romênia, afluente do Verehia, localizado no distrito de Suceava.